# Nun è cos
Nun è cos è un singolo del cantautore italiano Matteo Paolillo, in collaborazione con il cantautore e rapper italiano LDA, pubblicato il 15 marzo 2024 come primo estratto dall'EP Edo - Ultimo atto.

## Descrizione
Il brano, scritto da entrambi gli artisti con Alessandro Caiazza, è prodotto da Steve Tarta.

## Tracce
Testi di Matteo Paolillo, Luca D'Alessio e Alessandro Caiazza, musiche di Steve Tarta.
1. Nun è cos (feat. LDA) – 2:44